# Gare de Béthune-Rivage
Gare de Béthune-Rivage vasútállomás Franciaországban, Béthune településen.

## Vasútvonalak
Az állomást az alábbi vasútvonalak érintik:
- Fives-Abbeville-vasútvonal

## Kapcsolódó állomások
A vasútállomáshoz az alábbi állomások vannak a legközelebb: